# Arcade (Nova York)
Arcade és una població dels Estats Units a l'estat de Nova York. Segons el cens del 2000 tenia 2.026 habitants.

## Demografia
Segons el cens del 2000, Arcade tenia 2.026 habitants, 819 habitatges, i 520 famílies. La densitat de població era de 312,9 habitants/km².
Dels 819 habitatges en un 35,9% hi vivien nens de menys de 18 anys, en un 46,8% hi vivien parelles casades, en un 12,7% dones solteres, i en un 36,4% no eren unitats familiars. En el 32,6% dels habitatges hi vivien persones soles el 15,1% de les quals corresponia a persones de 65 anys o més que vivien soles. El nombre mitjà de persones vivint en cada habitatge era de 2,47 i el nombre mitjà de persones que vivien en cada família era de 3,15.
Per edats la població es repartia de la següent manera: un 29,6% tenia menys de 18 anys, un 8,1% entre 18 i 24, un 28,4% entre 25 i 44, un 21,3% de 45 a 60 i un 12,6% 65 anys o més.
L'edat mediana era de 36 anys. Per cada 100 dones de 18 o més anys hi havia 85 homes.
La renda mediana per habitatge era de 33.724 $ i la renda mediana per família de 42.688 $. Els homes tenien una renda mediana de 33.646 $ mentre que les dones 25.441 $. La renda per capita de la població era de 16.577 $. Entorn del 4,9% de les famílies i el 8,8% de la població estaven per davall del llindar de pobresa.